# Раздольская, Вера Ивановна
Ве́ра Ива́новна Раздо́льская (19 марта 1923 — 26 июля 2015) — советский и российский искусствовед, исследователь европейского искусства Нового и Новейшего времени. Кандидат искусствоведения (1952), профессор Института имени И. Е. Репина Российской Академии художеств, заслуженный деятель искусств РФ,

## Биография
В 1940 году поступила и в 1948 — окончила факультет теории и истории искусств Института живописи, скульптуры и архитектуры им. И. Е. Репина Академии художеств СССР (1979), ныне Санкт-Петербургский государственный академический институт живописи, скульптуры и архитектуры им. И. Е. Репина при Российской академии художеств с присвоением квалификации искусствоведа. Дипломная работа — «Портрет в творчестве Эдуарда Манэ» (Рук. В. Ф. Левинсон-Лессинг).
В 1952 году защитила диссертацию на соискание учёной степени кандидата искусствоведения на тему «Пролетариат в западно-европейской графике конца XIX — начала XX веков».
16 мая 2017 года в рамках выставки «Древо традиций. Армянские художники Санкт-Петербурга» в Музее искусства Санкт-Петербурга XX—XXI веков (МИСП) прошёл вечер памяти Раздольской.

### Семья
Внучка советского невропатолога М. И. Аствацатурова, дочь К. М. Аствацатуровой и невропатолога И. Я. Раздольского, падчерица композитора Ю. В. Кочурова. Супруг — дирижёр Д. Э. Далгат. Дочь — художница Дженнет Далгат, внук — дирижёр М. П. Татарников.

## Избранные труды
- Колльвиц: 1867—1945. — М.: Искусство, 1960. — 52 с.: ил.; 18 л. ил.
- Франц Мазерель. — Л.: Искусство, Ленингр. отд-ние, 1965. — 143 с.
- Питер Пауль Рубенс: 1577—1640 [альбом репродукций] /  Сост. и авт. вступ. статьи В. И. Раздольская. — М.—Л.: Советский художник, 1964 (Серия: Мастера мирового искусства). — [16] с., 54 с. ил. — 42000 экз.
- Питер Пауль Рубенс [альбом репродукций] / Вступ. статья В. Раздольской. — Л.: Аврора, 1973 (Серия: Мастера мировой живописи). — 23 с., 16 л. ил.: ил. - (Мастера мировой живописи). — 15000 экз. Текст парал. на рус. и англ. яз.
- Искусство Франции второй половины XIX века. — Л.: Искусство, Ленингр. отд-ние, 1981 (Серия: Очерки истории и теории изобразительных искусств). — 318 с.
- Мартирос Сарьян. — Л.: Аврора, 1998 (Серия: Великие мастера живописи). — 160 с. —  ISBN 5-7300-0669-1
- Энгр: [альбом / авт. текста В. И. Раздольская]. — М.: Белый город, 2006 (Серия: Мастера живописи). — 48 с. —  ISBN 5-7793-1081-5
- Европейское искусство XIX века: Классицизм, романтизм. — СПб. : Азбука-классика, 2005, 2009 (Серия: Новая история искусства). — ISBN 5-352-01156-9. — ISBN 978-5-9985-0446-4
- Автор разделов и редактор учебный изданий: 
  - История искусства зарубежных стран: [учебник для студентов творческих факультетов художественных вузов: в 3 томах] / Общ. ред. М. В. Доброклонского. — Т. 3: Искусство XVII—XX вв. / Акад. художеств СССР, Ин-т живописи, скульптуры и архитектуры им. И. Е. Репина; Шафранская Н. В., Раздольская В. И., Доброклонский М. В. и др.; ред. В. И. Раздольская. — М.: Издательство Академии художеств СССР, 1964. — 670 с., [6] л. цв. ил.
  - История искусства зарубежных стран XVII—XVIII веков: учебник для студентов высших учебных заведений / [А. Г. Федоров и др.]; под ред. В. И. Раздольской; Российская акад. художеств, Санкт-Петербургский гос. акад. ин-т живописи, скульптуры и архитектуры им. И. Е. Репина. — Изд. 3-е, перераб. — М.: В. Шевчук, 2009. — 498, [1] с., XXXII л. цв. ил. — ISBN 978-5-94232-065-2 (первое изд.: М.: Изобразительное искусство, 1988). Разделы, написанные В. И. Раздольской: Введение к искусству XVII века; Искусство Испании XVII века (Архитектура) (в соавт. с: Бартенев И. А.); Искусство Франции XVII века (Архитектура) (в соавт. с: Бартенев И. А., Гримм Г. Г.); Искусство Франции XVIII века (в соавт. с: Белявская В. Ф., Нессельштраус Ц. Г.);

Список основных трудов Раздольской см. в: Научные труды Санкт-Петербургского государственного академического института живописи, скульптуры и архитектуры им. И. Е. Репина. — Вып. 37: Проблемы развития зарубежного искусства. — 2016. — Апрель-июнь. — С. 13—16. — ISSN 19982453